# Orcaella
Orcaella is een geslacht van walvissen uit de familie van de dolfijnen. Het bevat 2 soorten en is nauw verwant aan het geslacht Orcinus en de onderfamilie Globicephalinae.

## Soorten
- Orcaella brevirostris (Gray, 1866) – Irrawaddydolfijn
- Orcaella heinsohni Beasley, Robertson & Arnold, 2005